# محمد منتشری
محمد منتشری (زادهٔ ۱۳ دی ۱۳۲۱ در لنگرود) موسیقی‌دان و خوانندهٔ اهل ایران است.

## زندگی هنری
محمد‌صفار منتشری، معروف به محمد منتشری، زاده ۱۳ دی ۱۳۲۱ در لنگرود است. او در سال ۱۳۳۲ به همراه خانواده به تهران آمد. در آن زمان به تئاتر علاقه‌مند بود.پدرش آواز می‌خواند و صدای خوبی داشت. در کودکی زمانی که در شهرستان لنگرود زندگی می‌کرد، تصنیف‌های بعضی از خوانندگان آن زمان مانند: جواد بدیع‌زاده، حسین طاهرزاده و جلال‌الدین تاج اصفهانی که آهنگ‌هایشان در خارج از کشور روی صفحه‌های مومی ضبط می‌شد و از گرامافون‌های بوقی پخش می‌شد را می‌خواند.
او را نزدیک‌ترین و با استعدادترین شاگرد اسماعیل مهرتاش می‌دانند. آشنایی او با اسماعیل مهرتاش در «جامعه باربد» و به منظور آموزش تئاتر اتفاق افتاد. او ۳ سال در کلاس‌های تئاتر جامعهٔ باربد شرکت نمود. در این مدت از استادانی نظیر: «رفیع حالتی» (استاد فن بیان)، «ناظر زادهٔ کرمانی» (استاد ادبیات فارسی)، «ولی‌الله خاکدان» (استاد دکور) و «علی اصغر ازهدی» (مدیر داخلی جامعهٔ باربد و استاد تاریخ تئاتر) بهره برد.
محمد منتشری نحوهٔ ورودش به عالم موسیقی را این‌گونه بیان می‌دارد: «پیش پرده ای بود به نام «گردو فروش» که استاد می‌خواست در یکی از عیدها در کنار تئاتر اجرا کند. دنبال کسی می‌گشت که پیش پرده را اجرا کند. آمد سر کلاس و این خواسته را عنوان کرد. من و چند نفر دیگر از بچه‌های کلاس داوطلب شدیم. ما را آزمایش کردند و من بیش از دوستان مورد قبول واقع شدم.»
او از سال ۱۳۴۲ تا ۱۳۵۰ دور ردیف‌های آوازی را نزد اسماعیل مهرتاش فراگرفت و حدود ۲۰ سال با ایشان در تماس و معاشرت بود. از جمله هنرمندان موسیقی که در کلاس «مهرتاش» هم دوره محمد منتشری بوده‌اند می‌توان به محمدرضا شجریان، عبدالوهاب شهیدی و جمال وفایی اشاره نمود. او از محضر موسیقی دانانی نظیر احمد عبادی و علی اصغر بهاری نیز بهره برده‌است. وی پس از درگذشت استادش «اسماعیل مهرتاش»، از موسیقی فاصله می‌گیرد تا اینکه پس از سال‌ها توسط مهدی کلهر به صدا و سیما دعوت می‌شود. منتشری کارمند بازنشسته بانک است.

## آثار
برخی از آثار محمد منتشری عبارتند از:
- اجرا و انتشار ردیف آوازی «اسماعیل مهرتاش» با همراهی سه تار «هوشنگ فراهانی» و تار «فخرالدین حکیمی» در ۸ سی دی - مؤسسه فرهنگی-هنری ماهور
- انتشار آلبوم موسیقی شور آفرین (شامل اجرای ضبط شده در کنسرت مجموعه آزادی ۱۳۷۲)
- انتشار آلبوم موسیقی «چند بهاریه» - انتشارات آوای باربد
- انتشار آلبوم موسیقی «هفت سین (به روایت طهران)» مؤسسه فرهنگی-هنری ماهور
- انتشار آلبوم موسیقی «چهارشنبه سوری» - مؤسسه فرهنگی هنری آوای باربد
- انتشار آلبوم موسیقی «فکر بلبل» - نوای همایون
- انتشار آلبوم موسیقی «قبله آمال» - مؤسسه فرهنگی هنری آوای باربد
- انتشار آلبوم موسیقی «نوروزانه» - مؤسسهٔ فرهنگی هنری نوخسروانی باربد
- انتشار آلبوم موسیقی «شور آفرین» - مؤسسه فرهنگی-هنری ماهور
- اجرای آواز در آلبوم موسیقی «مثنوی خوانی» به همراه «محمدرضا شجریان»، «محسن کرامتی»، «علی جهاندار»، «شهرام ناظری»، «بهرام سارنگ»، «مظفر شفیعی» و «همایون شجریان» - مؤسسه فرهنگی-هنری ماهور
- ضبط آواز با مناجات خواجه عبدالله انصاری به همراه تار شهریار فریوسفی - صدا و سیما